# Złoty Puchar CONCACAF 2023
Złoty Puchar CONCACAF 2023 (ang. 2023 CONCACAF Gold Cup, hiszp. Copa de Oro de la Concacaf 2023) – siedemnasta edycja turnieju o Mistrzostwo Ameryki Północnej, Środkowej i Karaibów w piłce nożnej mężczyzn. Rozgrywki odbyły się w Stanach Zjednoczonych i Kanadzie. Tytułu broniła reprezentacja Stanów Zjednoczonych.
Zdobywcą trofeum został Meksyk, który pokonał w finale Panamę. Trzecie miejsce zajęły drużyny USA i Jamajki.

## Gospodarz
Złoty Puchar CONCACAF zawsze w swojej historii odbywał się w Stanach Zjednoczonych. Kilkukrotnie organizowały turniej wspólnie z innym państwem (lub dwoma państwami). W przypadku tych rozgrywek nie zmieniono tradycji. 10 kwietnia 2023 CONCACAF ogłosiło, że turniej odbędzie się w USA i Kanadzie. W Kanadzie znajduje się jedno miasto-gospodarz. Pozostałe 13 obiektów położone jest w Stanach Zjednoczonych.

## Eliminacje
Format kwalifikacji do Złotego Pucharu CONCACAF 2023 wygląda identycznie jak w przypadku poprzedniej edycji. O awansie bezpośrednio decydują wyniki w Lidze Narodów CONCACAF 2022/23. W zależności od miejsca w grupie danej dywizji zespoły kwalifikują się na turniej bądź do rundy eliminacyjnej. Dodatkowo automatyczny awans uzyskała drużyna zaproszona przez CONCACAF – reprezentacja Kataru.
W dywizji A Ligi Narodów zespoły, które zajęły pierwsze lub drugie miejsce w swoich grupach awansują na Złoty Puchar. Drużyny z trzeciego miejsca muszą brać udział w rundzie eliminacyjnej. Reprezentacje, które zajęły pierwsze miejsce w grupach w dywizji B również otrzymują automatyczny awans na turniej. Drużyny z drugich miejsc zagrają w rundzie eliminacyjnej. W dywizji C zespoły z pierwszego miejsca kwalifikują się do rundy eliminacyjnej. W rundzie eliminacyjnej wystąpi 12 zespołów, które powalczą o 3 miejsca.

## Stadiony
| Arlington (Teksas) | Charlotte | Houston | Houston                  |
| --- | --- | --- | ------------------------ |
| AT&T Stadium | Bank of America Stadium | NRG Stadium | BBVA Compass Stadium     |
| Pojemność: 80 000 | Pojemność: 74 867 | Pojemność: 72 220 | Pojemność: 22 039        |
| | | |                          |
| ParadiseGlendaleHoustonArlingtonCharlotteChicagoCincinnatiHarrisonInglewoodSan DiegoSanta ClaraSaint LouisFort LauderdaleToronto Miasta-organizatorzy na mapie USA wraz z Toronto w Kanadzie | ParadiseGlendaleHoustonArlingtonCharlotteChicagoCincinnatiHarrisonInglewoodSan DiegoSanta ClaraSaint LouisFort LauderdaleToronto Miasta-organizatorzy na mapie USA wraz z Toronto w Kanadzie | ParadiseGlendaleHoustonArlingtonCharlotteChicagoCincinnatiHarrisonInglewoodSan DiegoSanta ClaraSaint LouisFort LauderdaleToronto Miasta-organizatorzy na mapie USA wraz z Toronto w Kanadzie | Inglewood (Kalifornia)   |
| ParadiseGlendaleHoustonArlingtonCharlotteChicagoCincinnatiHarrisonInglewoodSan DiegoSanta ClaraSaint LouisFort LauderdaleToronto Miasta-organizatorzy na mapie USA wraz z Toronto w Kanadzie | ParadiseGlendaleHoustonArlingtonCharlotteChicagoCincinnatiHarrisonInglewoodSan DiegoSanta ClaraSaint LouisFort LauderdaleToronto Miasta-organizatorzy na mapie USA wraz z Toronto w Kanadzie | ParadiseGlendaleHoustonArlingtonCharlotteChicagoCincinnatiHarrisonInglewoodSan DiegoSanta ClaraSaint LouisFort LauderdaleToronto Miasta-organizatorzy na mapie USA wraz z Toronto w Kanadzie | SoFi Stadium             |
| ParadiseGlendaleHoustonArlingtonCharlotteChicagoCincinnatiHarrisonInglewoodSan DiegoSanta ClaraSaint LouisFort LauderdaleToronto Miasta-organizatorzy na mapie USA wraz z Toronto w Kanadzie | ParadiseGlendaleHoustonArlingtonCharlotteChicagoCincinnatiHarrisonInglewoodSan DiegoSanta ClaraSaint LouisFort LauderdaleToronto Miasta-organizatorzy na mapie USA wraz z Toronto w Kanadzie | ParadiseGlendaleHoustonArlingtonCharlotteChicagoCincinnatiHarrisonInglewoodSan DiegoSanta ClaraSaint LouisFort LauderdaleToronto Miasta-organizatorzy na mapie USA wraz z Toronto w Kanadzie | Pojemność: 70 240        |
| ParadiseGlendaleHoustonArlingtonCharlotteChicagoCincinnatiHarrisonInglewoodSan DiegoSanta ClaraSaint LouisFort LauderdaleToronto Miasta-organizatorzy na mapie USA wraz z Toronto w Kanadzie | ParadiseGlendaleHoustonArlingtonCharlotteChicagoCincinnatiHarrisonInglewoodSan DiegoSanta ClaraSaint LouisFort LauderdaleToronto Miasta-organizatorzy na mapie USA wraz z Toronto w Kanadzie | ParadiseGlendaleHoustonArlingtonCharlotteChicagoCincinnatiHarrisonInglewoodSan DiegoSanta ClaraSaint LouisFort LauderdaleToronto Miasta-organizatorzy na mapie USA wraz z Toronto w Kanadzie |                          |
| ParadiseGlendaleHoustonArlingtonCharlotteChicagoCincinnatiHarrisonInglewoodSan DiegoSanta ClaraSaint LouisFort LauderdaleToronto Miasta-organizatorzy na mapie USA wraz z Toronto w Kanadzie | ParadiseGlendaleHoustonArlingtonCharlotteChicagoCincinnatiHarrisonInglewoodSan DiegoSanta ClaraSaint LouisFort LauderdaleToronto Miasta-organizatorzy na mapie USA wraz z Toronto w Kanadzie | ParadiseGlendaleHoustonArlingtonCharlotteChicagoCincinnatiHarrisonInglewoodSan DiegoSanta ClaraSaint LouisFort LauderdaleToronto Miasta-organizatorzy na mapie USA wraz z Toronto w Kanadzie | Santa Clara (Kalifornia) |
| ParadiseGlendaleHoustonArlingtonCharlotteChicagoCincinnatiHarrisonInglewoodSan DiegoSanta ClaraSaint LouisFort LauderdaleToronto Miasta-organizatorzy na mapie USA wraz z Toronto w Kanadzie | ParadiseGlendaleHoustonArlingtonCharlotteChicagoCincinnatiHarrisonInglewoodSan DiegoSanta ClaraSaint LouisFort LauderdaleToronto Miasta-organizatorzy na mapie USA wraz z Toronto w Kanadzie | ParadiseGlendaleHoustonArlingtonCharlotteChicagoCincinnatiHarrisonInglewoodSan DiegoSanta ClaraSaint LouisFort LauderdaleToronto Miasta-organizatorzy na mapie USA wraz z Toronto w Kanadzie | Levi’s Stadium           |
| ParadiseGlendaleHoustonArlingtonCharlotteChicagoCincinnatiHarrisonInglewoodSan DiegoSanta ClaraSaint LouisFort LauderdaleToronto Miasta-organizatorzy na mapie USA wraz z Toronto w Kanadzie | ParadiseGlendaleHoustonArlingtonCharlotteChicagoCincinnatiHarrisonInglewoodSan DiegoSanta ClaraSaint LouisFort LauderdaleToronto Miasta-organizatorzy na mapie USA wraz z Toronto w Kanadzie | ParadiseGlendaleHoustonArlingtonCharlotteChicagoCincinnatiHarrisonInglewoodSan DiegoSanta ClaraSaint LouisFort LauderdaleToronto Miasta-organizatorzy na mapie USA wraz z Toronto w Kanadzie | Pojemność: 68 500        |
| ParadiseGlendaleHoustonArlingtonCharlotteChicagoCincinnatiHarrisonInglewoodSan DiegoSanta ClaraSaint LouisFort LauderdaleToronto Miasta-organizatorzy na mapie USA wraz z Toronto w Kanadzie | ParadiseGlendaleHoustonArlingtonCharlotteChicagoCincinnatiHarrisonInglewoodSan DiegoSanta ClaraSaint LouisFort LauderdaleToronto Miasta-organizatorzy na mapie USA wraz z Toronto w Kanadzie | ParadiseGlendaleHoustonArlingtonCharlotteChicagoCincinnatiHarrisonInglewoodSan DiegoSanta ClaraSaint LouisFort LauderdaleToronto Miasta-organizatorzy na mapie USA wraz z Toronto w Kanadzie |                          |
| ParadiseGlendaleHoustonArlingtonCharlotteChicagoCincinnatiHarrisonInglewoodSan DiegoSanta ClaraSaint LouisFort LauderdaleToronto Miasta-organizatorzy na mapie USA wraz z Toronto w Kanadzie | ParadiseGlendaleHoustonArlingtonCharlotteChicagoCincinnatiHarrisonInglewoodSan DiegoSanta ClaraSaint LouisFort LauderdaleToronto Miasta-organizatorzy na mapie USA wraz z Toronto w Kanadzie | ParadiseGlendaleHoustonArlingtonCharlotteChicagoCincinnatiHarrisonInglewoodSan DiegoSanta ClaraSaint LouisFort LauderdaleToronto Miasta-organizatorzy na mapie USA wraz z Toronto w Kanadzie | Glendale (Arizona)       |
| ParadiseGlendaleHoustonArlingtonCharlotteChicagoCincinnatiHarrisonInglewoodSan DiegoSanta ClaraSaint LouisFort LauderdaleToronto Miasta-organizatorzy na mapie USA wraz z Toronto w Kanadzie | ParadiseGlendaleHoustonArlingtonCharlotteChicagoCincinnatiHarrisonInglewoodSan DiegoSanta ClaraSaint LouisFort LauderdaleToronto Miasta-organizatorzy na mapie USA wraz z Toronto w Kanadzie | ParadiseGlendaleHoustonArlingtonCharlotteChicagoCincinnatiHarrisonInglewoodSan DiegoSanta ClaraSaint LouisFort LauderdaleToronto Miasta-organizatorzy na mapie USA wraz z Toronto w Kanadzie | State Farm Stadium       |
| ParadiseGlendaleHoustonArlingtonCharlotteChicagoCincinnatiHarrisonInglewoodSan DiegoSanta ClaraSaint LouisFort LauderdaleToronto Miasta-organizatorzy na mapie USA wraz z Toronto w Kanadzie | ParadiseGlendaleHoustonArlingtonCharlotteChicagoCincinnatiHarrisonInglewoodSan DiegoSanta ClaraSaint LouisFort LauderdaleToronto Miasta-organizatorzy na mapie USA wraz z Toronto w Kanadzie | ParadiseGlendaleHoustonArlingtonCharlotteChicagoCincinnatiHarrisonInglewoodSan DiegoSanta ClaraSaint LouisFort LauderdaleToronto Miasta-organizatorzy na mapie USA wraz z Toronto w Kanadzie | Pojemność: 63 400        |
| ParadiseGlendaleHoustonArlingtonCharlotteChicagoCincinnatiHarrisonInglewoodSan DiegoSanta ClaraSaint LouisFort LauderdaleToronto Miasta-organizatorzy na mapie USA wraz z Toronto w Kanadzie | ParadiseGlendaleHoustonArlingtonCharlotteChicagoCincinnatiHarrisonInglewoodSan DiegoSanta ClaraSaint LouisFort LauderdaleToronto Miasta-organizatorzy na mapie USA wraz z Toronto w Kanadzie | ParadiseGlendaleHoustonArlingtonCharlotteChicagoCincinnatiHarrisonInglewoodSan DiegoSanta ClaraSaint LouisFort LauderdaleToronto Miasta-organizatorzy na mapie USA wraz z Toronto w Kanadzie |                          |
| Chicago | Paradise (Nevada) | San Diego | Toronto                  |
| Soldier Field | Allegiant Stadium | Snapdragon Stadium | BMO Field                |
| Pojemność: 61 500 | Pojemność: 61 000 | Pojemność: 35 000 | Pojemność: 30 911        |
| | | |                          |
| Cincinnati | Harrison (New Jersey) | Saint Louis | Fort Lauderdale          |
| TQL Stadium | Red Bull Arena | CityPark | DRV PNK Stadium          |
| Pojemność: 25 513 | Pojemność: 25 000 | Pojemność: 22 500 | Pojemność: 18 000        |
| | | |                          |

## Uczestnicy
| Drużyna             | Sposób kwalifikacji                               | Liczba występów | Najlepszy wynik                                              | Ostatni występ |
| ------------------- | ------------------------------------------------- | --------------- | ------------------------------------------------------------ | -------------- |
| Meksyk              | 1. miejsce grupy A dywizji A Ligi Narodów 2022/23 | 16              | Mistrzostwo (1993, 1996, 1998, 2003, 2009, 2011, 2015, 2019) | 2021           |
| Jamajka             | 2. miejsce grupy A dywizji B Ligi Narodów 2022/23 | 12              | II Miejsce (2015, 2017)                                      | 2021           |
| Panama              | 1. miejsce grupy B dywizji A Ligi Narodów 2022/23 | 10              | II miejsce (2005, 2013)                                      | 2021           |
| Kostaryka           | 2. miejsce grupy B dywizji A Ligi Narodów 2022/23 | 15              | II miejsce (2002)                                            | 2021           |
| Kanada              | 1. miejsce grupy C dywizji A Ligi Narodów 2022/23 | 15              | Mistrzostwo (2000)                                           | 2021           |
| Honduras            | 2. miejsce grupy C dywizji A Ligi Narodów 2022/23 | 15              | II miejsce (1991)                                            | 2021           |
| Stany Zjednoczone   | 1. miejsce grupy D dywizji A Ligi Narodów 2022/23 | 16              | Mistrzostwo (1991, 2002, 2005, 2007, 2013, 2017, 2021)       | 2021           |
| Salwador            | 2. miejsce grupy D dywizji A Ligi Narodów 2022/23 | 12              | Ćwierćfinał (2002, 2003, 2011, 2013, 2017)                   | 2021           |
| Kuba                | 1. miejsce grupy A dywizji B Ligi Narodów 2022/23 | 9               | Ćwierćfinał (2003, 2013, 2015)                               | 2019           |
| Haiti               | 1. miejsce grupy B dywizji B Ligi Narodów 2022/23 | 8               | Półfinał (2019)                                              | 2021           |
| Trynidad i Tobago   | 2. miejsce grupy C dywizji B Ligi Narodów 2022/23 | 11              | III miejsce (2000)                                           | 2021           |
| Gwatemala           | 1. miejsce grupy D dywizji B Ligi Narodów 2022/23 | 11              | IV miejsce (1996)                                            | 2021           |
| Katar               | Drużyna zaproszona                                | 1               | Półfinał (2021)                                              | 2021           |
| Gwadelupa           | Zwycięzca rundy eliminacyjnej                     | 4               | IV miejsce (2007)                                            | 2021           |
| Martynika           | Zwycięzca rundy eliminacyjnej                     | 7               | Ćwierćfinał (2002)                                           | 2021           |
| Saint Kitts i Nevis | Zwycięzca rundy eliminacyjnej                     | debiutant       | debiutant                                                    | debiutant      |

## Losowanie
Losowanie grup Złotego Pucharu odbyło się 14 kwietnia 2023 w Inglewood. Przy ustalaniu koszyków brany pod uwagę był ranking CONCACAF aktualny na 31 marca 2023 (w tabeli podany w nawiasie). Przed losowaniem zostały jednak podane grupy, w których zagrają zespoły pierwszego koszyka.
| Koszyk 1                                                                                          | Koszyk 2                                       | Koszyk 3                                            | Koszyk 4                                                     |
| ------------------------------------------------------------------------------------------------- | ---------------------------------------------- | --------------------------------------------------- | ------------------------------------------------------------ |
| Meksyk (1) (grupa B) Stany Zjednoczone (2) (grupa A) Kostaryka (3) (grupa C) Kanada (4) (grupa D) | Panama (5) Haiti (6) Jamajka (7) Gwatemala (8) | Honduras (9) Salwador (10) Kuba (13) Nikaragua (17) | Gwadelupa (12) Martynika (19) Saint Kitts i Nevis (21) Katar |

## Faza grupowa
Ranking drużyn w fazie grupowej ustala się w następujący sposób:
1. Większa liczba punktów zdobytych we wszystkich meczach grupowych;
2. Lepszy bilans zdobytych i straconych bramek we wszystkich meczach grupowych;
3. Większa liczba bramek zdobytych we wszystkich meczach grupowych;
4. Jeżeli po zastosowaniu kryteriów 1-4 pozostają drużyny, dla których nie rozstrzygnięto kolejności, kryteria 1-4 powtarza się z udziałem tylko tych drużyn, jeżeli kolejność jest nierozstrzygnięta, stosuje się dalsze punkty;
5. Większa liczba punktów zdobytych w meczach między zainteresowanymi drużynami;
6. Lepszy bilans zdobytych i straconych bramek w meczach między zainteresowanymi drużynami;
7. Większa liczba bramek zdobytych w meczach między zainteresowanymi drużynami;
8. Klasyfikacja Fair Play turnieju finałowego: żółta kartka: −1 punkt; pośrednia czerwona kartka (druga żółta kartka): −3 punkty; bezpośrednia czerwona kartka: −4 punkty; żółta kartka i bezpośrednia czerwona kartka: −5 punktów.
9. Losowanie.

Legenda
|  | Awans do fazy pucharowej. |
|  | Odpadnięcie z turnieju.   |

### Grupa A
| Lp. | Drużyna             | M | Z | R | P | B+ | B– | +/– | Pkt | Awans lub odpadnięcie  |
| --- | ------------------- | - | - | - | - | -- | -- | --- | --- | ---------------------- |
| 1   | Stany Zjednoczone   | 3 | 2 | 1 | 0 | 13 | 1  | +12 | 7   | Awans do ćwierćfinału  |
| 2   | Jamajka             | 3 | 2 | 1 | 0 | 10 | 2  | +8  | 7   | Awans do ćwierćfinału  |
| 3   | Trynidad i Tobago   | 3 | 1 | 0 | 2 | 4  | 6  | −2  | 3   | Odpadnięcie z turnieju |
| 4   | Saint Kitts i Nevis | 3 | 0 | 0 | 3 | 0  | 14 | −14 | 0   | Odpadnięcie z turnieju |

| 25 czerwca 2023 03:30 CEST | Stany Zjednoczone · Vazquez 88' | 1:1(0:1)Raport | Jamajka · 13' Lowe | Soldier Field, Chicago Widzów: 36 666 Sędzia: César Arturo Ramos |
|                            |                                 |                |                    |                                                                  |

| 25 czerwca 2023 21:30 CEST | Trynidad i Tobago · A. Jones 43' · Fortune 65' · Ible 73' (sam.) | 3:0(1:0)Raport | Saint Kitts i Nevis | DRV PNK Stadium, Fort Lauderdale Widzów: 300 Sędzia: Said Martínez |
|                            |                                                                  |                |                     |                                                                    |

| 29 czerwca 2023 01:30 CEST | Jamajka · Gray 14', 30' · Bailey 18' · Richards 90+2' | 4:1(3:0)Raport | Trynidad i Tobago · 49' Rampersad | CityPark, Saint Louis Widzów: 21 216 Sędzia: Fernando Guerrero Ramírez |
|                            |                                                       |                |                                   |                                                                        |

| 29 czerwca 2023 03:30 CEST | Saint Kitts i Nevis | 0:6(0:4)Raport | Stany Zjednoczone · 12', 79' Mihailovic · 14' Reynolds · 16', 25', 50' Ferreira | CityPark, Saint Louis Widzów: 21 216 Sędzia: Juan Gabriel Calderón |
|                            |                     |                |                                                                                 |                                                                    |

| 3 lipca 2023 01:00 CEST | Stany Zjednoczone · Ferreira 14', 38', 45+3' (k.) · Cowell 65' · Busio 79' · Vazquez 90+4' | 6:0(3:0)Raport | Trynidad i Tobago | Bank of America Stadium, Charlotte Widzów: 40 243 Sędzia: Mario Escobar |
|                         |                                                                                            |                |                   |                                                                         |

| 3 lipca 2023 01:00 CEST | Jamajka · Archibald 30' (sam.) · Russell 45+2' · Bernard 49' · Johnson 72' · Burke 74' | 5:0(2:0)Raport | Saint Kitts i Nevis | Levi’s Stadium, Santa Clara Widzów: 60 347 Sędzia: Adonai Escobedo |
|                         |                                                                                        |                |                     |                                                                    |

### Grupa B
| Lp. | Drużyna  | M | Z | R | P | B+ | B– | +/– | Pkt | Awans lub odpadnięcie  |
| --- | -------- | - | - | - | - | -- | -- | --- | --- | ---------------------- |
| 1   | Meksyk   | 3 | 2 | 0 | 1 | 7  | 2  | +5  | 6   | Awans do ćwierćfinału  |
| 2   | Katar    | 3 | 1 | 1 | 1 | 3  | 3  | 0   | 4   | Awans do ćwierćfinału  |
| 3   | Honduras | 3 | 1 | 1 | 1 | 3  | 6  | −3  | 4   | Odpadnięcie z turnieju |
| 4   | Haiti    | 3 | 1 | 0 | 2 | 4  | 6  | −2  | 3   | Odpadnięcie z turnieju |

| 26 czerwca 2023 00:00 CEST | Haiti · Nazon 45+1' (k.) · Pierrot 90+7' | 2:1(1:1)Raport | Katar · 20' Abdurisag | NRG Stadium, Houston Widzów: 66 255 Sędzia: Daneon Parchment |
|                            |                                          |                |                       |                                                              |

| 26 czerwca 2023 02:00 CEST | Meksyk · Romo 1', 23' · Pineda 52' · Chávez 64' | 4:0(2:0)Raport | Honduras | NRG Stadium, Houston Widzów: 66 255 Sędzia: Mario Escobar |
|                            |                                                 |                |          |                                                           |

| 30 czerwca 2023 01:45 CEST | Katar · Al-Abdullah 7' | 1:1(1:0)Raport | Honduras · 90+6' Elis | State Farm Stadium, Glendale (Arizona) Widzów: 34 517 Sędzia: Armando Villarreal |
|                            |                        |                |                       |                                                                                  |

| 30 czerwca 2023 04:00 CEST | Haiti · Jean Jacques 78' | 1:3(0:0)Raport | Meksyk · 46' Martín · 56' (sam.) Adé · 83' Giménez | State Farm Stadium, Glendale (Arizona) Widzów: 34 517 Sędzia: Walter López Castellanos |
|                            |                          |                |                                                    |                                                                                        |

| 3 lipca 2023 03:00 CEST | Honduras · Bengtson 42' · Pinto 59' | 2:1(1:1)Raport | Haiti · 20' Pierrot | Bank of America Stadium, Charlotte Widzów: 40 243 Sędzia: Oshane Nation |
|                         |                                     |                |                     |                                                                         |

| 3 lipca 2023 03:00 CEST | Meksyk | 0:1(0:1)Raport | Katar · 27' Shehata | Levi’s Stadium, Santa Clara Widzów: 60 347 Sędzia: Drew Fischer |
|                         |        |                |                     |                                                                 |

### Grupa C
| Lp. | Drużyna   | M | Z | R | P | B+ | B– | +/– | Pkt | Awans lub odpadnięcie  |
| --- | --------- | - | - | - | - | -- | -- | --- | --- | ---------------------- |
| 1   | Panama    | 3 | 2 | 1 | 0 | 6  | 4  | +2  | 7   | Awans do ćwierćfinału  |
| 2   | Kostaryka | 3 | 1 | 1 | 1 | 7  | 6  | +1  | 4   | Awans do ćwierćfinału  |
| 3   | Martynika | 3 | 1 | 0 | 2 | 7  | 9  | −2  | 3   | Odpadnięcie z turnieju |
| 4   | Salwador  | 3 | 0 | 2 | 1 | 3  | 4  | −1  | 2   | Odpadnięcie z turnieju |

| 27 czerwca 2023 00:30 CEST | Salwador · Tamacas 90+5' (k.) | 1:2(0:2)Raport | Martynika · 11' Burner · 16' Fortuné | DRV PNK Stadium, Fort Lauderdale Widzów: 10 001 Sędzia: Adonai Escobedo |
|                            |                               |                |                                      |                                                                         |

| 27 czerwca 2023 02:30 CEST | Kostaryka · Suárez 90+1' | 1:2(0:1)Raport | Panama · 23' Fajardo · 68' Bárcenas | DRV PNK Stadium, Fort Lauderdale Widzów: 10 001 Sędzia: Drew Fischer |
|                            |                          |                |                                     |                                                                      |

| 1 lipca 2023 00:30 CEST | Martynika · Fabien 90+6' | 1:2(0:0)Raport | Panama · 57' Fajardo · 69' Murillo | Red Bull Arena, Harrison Widzów: 22 615 Sędzia: Said Martínez |
|                         |                          |                |                                    |                                                               |

| 1 lipca 2023 02:30 CEST | Salwador | 0:0(0:0)Raport | Kostaryka | Red Bull Arena, Harrison Widzów: 22 615 Sędzia: César Arturo Ramos |
|                         |          |                |           |                                                                    |

| 5 lipca 2023 02:30 CEST | Kostaryka · Waston 10' · Burner 40' (sam.) · Vargas 53' · Campbell 58' (k.) · Contreras 68' · Campos 89' | 6:4(2:1)Raport | Martynika · 19', 78' Burner · 74' Labeau · 90+2' Mexique | Red Bull Arena, Harrison Widzów: 21 531 Sędzia: Bryan López |
|                         | |                |                                                          |                                                             |

| 5 lipca 2023 02:30 CEST | Panama · Escobar 26' · Díaz 71' | 2:2(1:1)Raport | Salwador · 4' B. Gil · 90+1' M. Gil | BBVA Compass Stadium, Houston Widzów: 20 002 Sędzia: Walter López Castellanos |
|                         |                                 |                |                                     |                                                                               |

### Grupa D
| Lp. | Drużyna   | M | Z | R | P | B+ | B– | +/– | Pkt | Awans lub odpadnięcie  |
| --- | --------- | - | - | - | - | -- | -- | --- | --- | ---------------------- |
| 1   | Gwatemala | 3 | 2 | 1 | 0 | 4  | 2  | +2  | 7   | Awans do ćwierćfinału  |
| 2   | Kanada    | 3 | 1 | 2 | 0 | 6  | 4  | +2  | 5   | Awans do ćwierćfinału  |
| 3   | Gwadelupa | 3 | 1 | 1 | 1 | 8  | 6  | +2  | 4   | Odpadnięcie z turnieju |
| 4   | Kuba      | 3 | 0 | 0 | 3 | 3  | 9  | −6  | 0   | Odpadnięcie z turnieju |

| 28 czerwca 2023 01:00 CEST | Kanada · Cavallini 49' · Lina 70' (sam.) | 2:2(0:1)Raport | Gwadelupa · 23' Ambrose · 90+3' (sam.) Russell-Rowe | BMO Field, Toronto Widzów: 15 301 Sędzia: Rubiel Vazquez |
|                            |                                          |                |                                                     |                                                          |

| 28 czerwca 2023 02:45 CEST | Gwatemala · Lom 48' | 1:0(0:0)Raport | Kuba | DRV PNK Stadium, Fort Lauderdale Widzów: 13 462 Sędzia: Oshane Nation |
|                            |                     |                |      |                                                                       |

| 2 lipca 2023 01:30 CEST | Kuba · A. Hernández 62' (k.) | 1:4(0:3)Raport | Gwadelupa · 13', 43' Phaëton · 41' Plumain · 51' Baron | BBVA Compass Stadium, Houston Widzów: 19 766 Sędzia: Iván Barton |
|                         |                              |                |                                                        |                                                                  |

| 2 lipca 2023 03:30 CEST | Gwatemala | 0:0(0:0)Raport | Kanada | BBVA Compass Stadium, Houston Widzów: 19 766 Sędzia: Marco Ortiz |
|                         |           |                |        |                                                                  |

| 5 lipca 2023 00:30 CEST | Gwadelupa · Gravillon 27' · Plumain 63' (k.) | 2:3(1:1)Raport | Gwatemala · 39', 70' Rubín · 76' Mejía | Red Bull Arena, Harrison Widzów: 21 531 Sędzia: Juan Gabriel Calderón |
|                         |                                              |                |                                        |                                                                       |

| 5 lipca 2023 00:30 CEST | Kanada · Hoilett 21' (k.) · Osorio 27' · Nelson] 47' · Millar 62' | 4:2(2:1)Raport | Kuba · 45+4' (k.) Paradela · 89' Reyes | BBVA Compass Stadium, Houston Widzów: 20 002 Sędzia: Keylor Herrera |
|                         |                                                                   |                |                                        |                                                                     |

## Faza pucharowa
|  |                      |                   |                      |                     |      |                   |                      |          |  |  |       |       |       |
|  | Ćwierćfinał          | Ćwierćfinał       | Ćwierćfinał          |                     |      | Półfinał          | Półfinał             | Półfinał |  |  | Finał | Finał | Finał |
|  | Ćwierćfinał          | Ćwierćfinał       | Ćwierćfinał          |                     |      | Półfinał          | Półfinał             | Półfinał |  |  | Finał | Finał | Finał |
|  | 9 lipca – Cincinnati |                   |                      |                     |      |                   |                      |          |  |  |       |       |       |
|  |                      |                   |                      |                     |      |                   |                      |          |  |  |       |       |       |
|  | Gwatemala            | Gwatemala         | 0                    |                     |      |                   |                      |          |  |  |       |       |       |
|  | Gwatemala            | Gwatemala         | 0                    | 12 lipca – Paradise |      |                   |                      |          |  |  |       |       |       |
|  | Jamajka              | Jamajka           | 1                    |                     |      |                   |                      |          |  |  |       |       |       |
|  | Jamajka              | Jamajka           | 1                    |                     |      | Jamajka           | Jamajka              | 0        |  |  |       |       |       |
|  | 8 lipca – Arlington  |                   |                      |                     |      | Jamajka           | Jamajka              | 0        |  |  |       |       |       |
|  |                      |                   | Meksyk               | Meksyk              | 3    |                   |                      |          |  |  |       |       |       |
|  | Meksyk               | Meksyk            | Meksyk               | Meksyk              | 3    | 2                 |                      |          |  |  |       |       |       |
|  | Meksyk               | Meksyk            |                      |                     |      | 2                 | 16 lipca – Inglewood |          |  |  |       |       |       |
|  | Kostaryka            | Kostaryka         | 0                    |                     |      |                   |                      |          |  |  |       |       |       |
|  | Kostaryka            | Kostaryka         | 0                    |                     |      | Meksyk            | Meksyk               | 1        |  |  |       |       |       |
|  | 9 lipca – Cincinnati |                   |                      |                     |      | Meksyk            | Meksyk               | 1        |  |  |       |       |       |
|  |                      |                   | Panama               | Panama              | 0    |                   |                      |          |  |  |       |       |       |
|  | Stany Zjednoczone    | Stany Zjednoczone | Panama               | Panama              | 0    | 2(3)              |                      |          |  |  |       |       |       |
|  | Stany Zjednoczone    | Stany Zjednoczone | 12 lipca – San Diego |                     |      | 2(3)              |                      |          |  |  |       |       |       |
|  | Kanada               | Kanada            | 2(2)                 |                     |      |                   |                      |          |  |  |       |       |       |
|  | Kanada               | Kanada            | 2(2)                 |                     |      | Stany Zjednoczone | Stany Zjednoczone    | 1(4)     |  |  |       |       |       |
|  | 8 lipca – Arlington  |                   |                      |                     |      | Stany Zjednoczone | Stany Zjednoczone    | 1(4)     |  |  |       |       |       |
|  |                      |                   | Panama               | Panama              | 1(5) |                   |                      |          |  |  |       |       |       |
|  | Panama               | Panama            | Panama               | Panama              | 1(5) | 4                 |                      |          |  |  |       |       |       |
|  | Panama               | Panama            |                      |                     |      |                   |                      |          |  |  |       |       |       |
|  | Katar                | Katar             | 0                    |                     |      |                   |                      |          |  |  |       |       |       |
|  | Katar                | Katar             | 0                    |                     |      |                   |                      |          |  |  |       |       |       |

### Ćwierćfinały
| 9 lipca 2023 01:00 CEST | Panama · Bárcenas 19' · Díaz 56', 63', 65' | 4:0(1:0)Raport | Katar | AT&T Stadium, Arlington Widzów: 60 355 Sędzia: César Arturo Ramos |
|                         |                                            |                |       |                                                                   |

| 9 lipca 2023 03:30 CEST | Meksyk · Pineda 52' (k.) · É. Sánchez 87' | 2:0(0:0)Raport | Kostaryka | AT&T Stadium, Arlington Widzów: 60 355 Sędzia: Said Martínez |
|                         |                                           |                |           |                                                              |

| 9 lipca 2023 23:00 CEST | Gwatemala | 0:1(0:0)Raport | Jamajka · 51' Bell | TQL Stadium, Cincinnati Widzów: 24 979 Sędzia: Drew Fischer |
|                         |           |                |                    |                                                             |

| 10 lipca 2023 01:30 CEST            | Stany Zjednoczone · Vazquez 88' · Kennedy 115' (sam.) | 2:2 po dogrywce k. 3:2(0:0, 1:1, 1:1)Raport     | Kanada · 90+3' (k.) Vitória · 109' Shaffelburg | TQL Stadium, Cincinnati Widzów: 24 979 Sędzia: Marco Ortiz |
|                                     |                                                       |                                                 |                                                |                                                            |
|                                     |                                                       | Rzuty karne                                     |                                                |                                                            |
| Vazquez · Cowell · Busio · Ferreira |                                                       | Vitória · Fraser · Miller · Russell-Rowe · Brym |                                                |                                                            |

### Półfinały
| 13 lipca 2023 01:30 CEST                                   | Stany Zjednoczone · Ferreira 105' | 1:1 po dogrywce k. 4:5(0:0, 0:0, 1:1)Raport                    | Panama · 99' I. Anderson | Allegiant Stadium, Paradise Widzów: 31 690 Sędzia: Walter López Castellanos |
|                                                            |                                   |                                                                |                          |                                                                             |
|                                                            |                                   | Rzuty karne                                                    |                          |                                                                             |
| Ferreira · Mihailovic · Morris · Gressel · Miazga · Roldan |                                   | Escobar · Díaz · Martínez · Bárcenas · Waterman · Carrasquilla |                          |                                                                             |

| 13 lipca 2023 04:00 CEST | Jamajka | 0:3(0:2)Raport | Meksyk · 2' Martín · 30' Chávez · 90+3' Alvarado | Snapdragon Stadium, San Diego Widzów: 29 886 Sędzia: Mario Escobar |
|                          |         |                |                                                  |                                                                    |

### Finał
| 17 lipca 2023 01:30 CEST | Meksyk · Giménez 88' | 1:0(0:0)Raport | Panama | SoFi Stadium, Inglewood Widzów: 72 963 Sędzia: Said Martínez |
|                          |                      |                |        |                                                              |

|  |  |

| BR           | 13 | Guillermo Ochoa (k) |       |       |
| OB           | 19 | Jorge Sánchez       |       |       |
| OB           | 3  | César Montes        | 45+3' |       |
| OB           | 5  | Johan Vásquez       | 11'   |       |
| OB           | 23 | Jesús Gallardo      | 55'   |       |
| PO           | 7  | Luis Romo           |       |       |
| PO           | 4  | Edson Álvarez       | 55'   |       |
| PO           | 18 | Luis Chávez         |       | 75'   |
| NA           | 15 | Uriel Antuna        |       | 75'   |
| NA           | 17 | Orbelín Pineda      |       | 90+2' |
| NA           | 20 | Henry Martín        |       | 85'   |
| Zmiany:      |    |                     |       |       |
| NA           | 10 | Roberto Alvarado    |       | 75'   |
| PO           | 14 | Érick Sánchez       |       | 75'   |
| PO           | 11 | Santiago Giménez    |       | 85'   |
| OB           | 21 | Israel Reyes        |       | 90+2' |
| Selekcjoner: |    |                     |       |       |
| Jaime Lozano |    |                     |       |       |

| BR                  | 22                  | Orlando Mosquera       | 90+6' |       |
| OB                  | 4                   | Fidel Escobar          |       |       |
| OB                  | 3                   | Harold Cummings        | 21'   | 90+1' |
| OB                  | 16                  | Andrés Andrade         |       |       |
| PO                  | 10                  | Yoel Bárcenas          |       |       |
| PO                  | 8                   | Adalberto Carrasquilla | 55'   |       |
| PO                  | 20                  | Aníbal Godoy (k)       | 62'   |       |
| PO                  | 15                  | Eric Davis             |       | 62'   |
| NA                  | 17                  | José Fajardo           |       |       |
| NA                  | 10                  | Ismael Díaz            |       |       |
| NA                  | 19                  | Alberto Quintero       |       | 61'   |
| Zmiany:             |                     |                        |       |       |
| NA                  | 18                  | Cecilio Waterman       |       | 61'   |
| OB                  | 25                  | Iván Anderson          |       | 62'   |
| NA                  | 9                   | Azarias Londoño        |       | 90+1' |
| Selekcjoner:        |                     |                        |       |       |
| Thomas Christiansen | Thomas Christiansen | Thomas Christiansen    | 26'   |       |

| - Piłkarz meczu: - Santiago Giménez |

| - Sędziowie asystenci: - Walter López - Christian Ramírez - Sędzia techniczny: - Daneon Parchment - Sędzia VAR: - Ricardo Montero - Sędziowie asystenci VAR: - Selvin Brown |

## Strzelcy
7 goli
- Jesús Ferreira

4 gole
- Ismael Díaz

3 gole
- Patrick Burner
- Brandon Vazquez

2 gole
- Matthias Phaëton
- Ange-Freddy Plumain
- Rubio Rubín
- Frantzdy Pierrot
- Demarai Gray
- Luis Chávez
- Santiago Giménez
- Henry Martín
- Orbelín Pineda
- Luis Romo
- Yoel Bárcenas
- José Fajardo
- Djordje Mihailovic

1 gol
- Thierry Ambrose
- Anthony Baron
- Andreaw Gravillon
- Darwin Lom
- Carlos Mejía
- Danley Jean Jacques
- Duckens Nazon
- Jerry Bengtson
- Alberth Elis
- José Pinto
- Leon Bailey
- Amari’i Bell
- Di’Shon Bernard
- Cory Burke
- Daniel Johnson
- Damion Lowe
- Dujuan Richards
- Jon Russell
- Yusuf Abdurisag
- Tameem Al-Abdullah
- Hazem Shehata
- Lucas Cavallini
- Junior Hoilett
- Liam Millar
- Jayden Nelson
- Jonathan Osorio
- Jacob Shaffelburg
- Steven Vitória
- Joel Campbell
- Diego Campos
- Anthony Contreras
- Aarón Suárez
- Juan Pablo Vargas
- Kendall Waston
- Arichel Hernández
- Luis Paradela
- Maikel Reyes
- Karl Fabien
- Kévin Fortuné
- Brighton Labeau
- Jonathan Mexique
- Roberto Alvarado
- Érick Sánchez
- Iván Anderson
- Fidel Escobar
- Michael Amir Murillo
- Brayan Gil
- Mayer Gil
- Bryan Tamacas
- Gianluca Busio
- Cade Cowell
- Bryan Reynolds
- Ajani Fortune
- Alvin Jones
- Andre Rampersad

Gole samobójcze
- Méddy Lina (dla Kanady)
- Ricardo Adé (dla Meksyku)
- Scott Kennedy (dla Stanów Zjednoczonych)
- Jacen Russell-Rowe (dla Gwadelupy)
- Patrick Burner (dla Kostaryki)
- Julani Archibald (dla Jamajki)
- Jameel Ible (dla Trynidadu i Tobago)

## Nagrody

### Indywidualne
| Złota Piłka            | Złoty But      | Złota Rękawica  | Nagroda Fair Play |
| ---------------------- | -------------- | --------------- | ----------------- |
| Adalberto Carrasquilla | Jesús Ferreira | Guillermo Ochoa | Stany Zjednoczone |

### Jedenastka turnieju
| Bramkarz        | Obrońcy                                   | Pomocnicy                                                                    | Napastnicy                 |
| --------------- | ----------------------------------------- | ---------------------------------------------------------------------------- | -------------------------- |
| Guillermo Ochoa | Fidel Escobar Johan Vásquez Jorge Sánchez | Demarai Gray Orbelín Pineda Adalberto Carrasquilla Luis Chávez Yoel Bárcenas | Ismael Díaz Jesús Ferreira |